# Ladenbergia stenocarpa
Ladenbergia stenocarpa är en måreväxtart som först beskrevs av Aylmer Bourke Lambert, och fick sitt nu gällande namn av Johann Friedrich Klotzsch. Ladenbergia stenocarpa ingår i släktet Ladenbergia och familjen måreväxter. IUCN kategoriserar arten globalt som sårbar. Inga underarter finns listade i Catalogue of Life.